# Gornje Plavnice
Gornje Plavnice är en ort i Kroatien.   Den ligger i länet Bjelovar-Bilogoras län, i den nordöstra delen av landet, 70 km öster om huvudstaden Zagreb. Gornje Plavnice ligger 132 meter över havet och antalet invånare är 655.
Terrängen runt Gornje Plavnice är platt. Runt Gornje Plavnice är det ganska tätbefolkat, med 124 invånare per kvadratkilometer. Närmaste större samhälle är Bjelovar, 4,1 km söder om Gornje Plavnice. Trakten runt Gornje Plavnice består till största delen av jordbruksmark.